# Chiesa di Santa Maria della Mercede (Antigua)
La chiesa di Santa Maria della Mercede (in spagnolo Iglesia y convento de Nuestra Señora de Las Mercedes) è una chiesa dedicata alla Madonna della Mercede situata ad Antigua, in Guatemala.

## Storia
I Padri Mercedari furono i primi a stabilire un monastero maschile nell'ex Santiago del Guatemala, oggi Antigua. La croce in pietra nell'atrio e gli ambienti dietro l'altare maggiore sono le strutture più antiche della chiesa e risalgono al diciassettesimo secolo. Nel 1749 Juan de Dios Estrada fu incaricato della costruzione del lussuoso santuario e del chiostro e realizzò un edificio di altezza contenuta per resistere meglio ai terremoti, sulla base di quanto accaduto durante il terremoto del 1751. La chiesa fu aperta al culto nel 1767.
L'effigie di Gesù Cristo che regge la croce fu scolpita nel 1650 da Alonzo de la Paz y Toledo.

## Galleria d'immagini

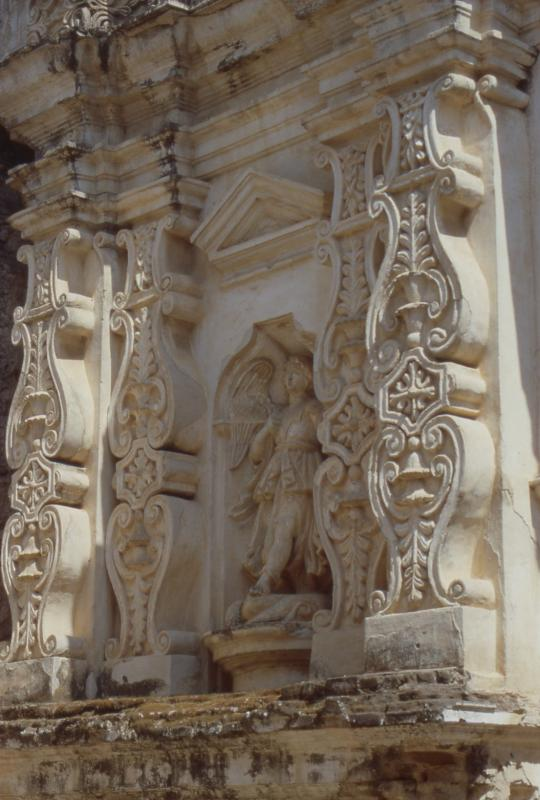
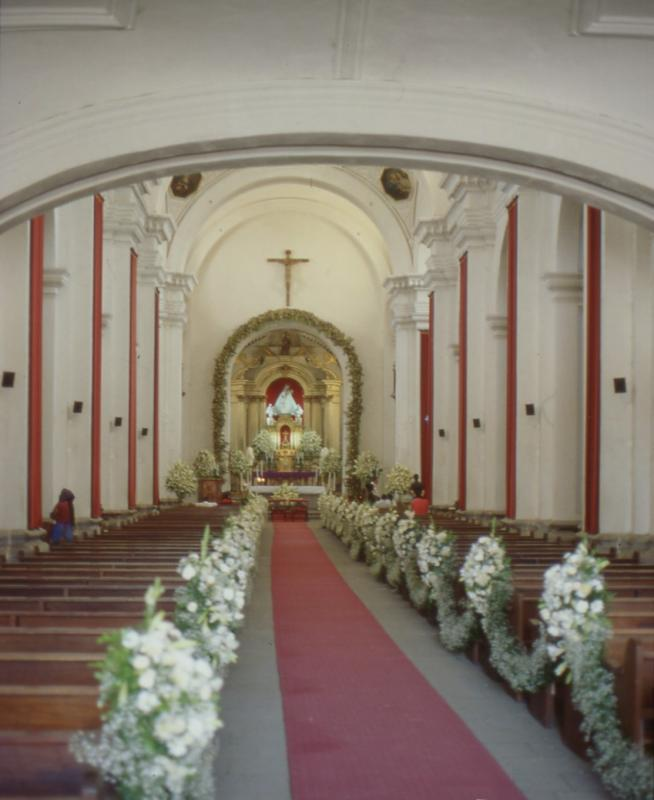
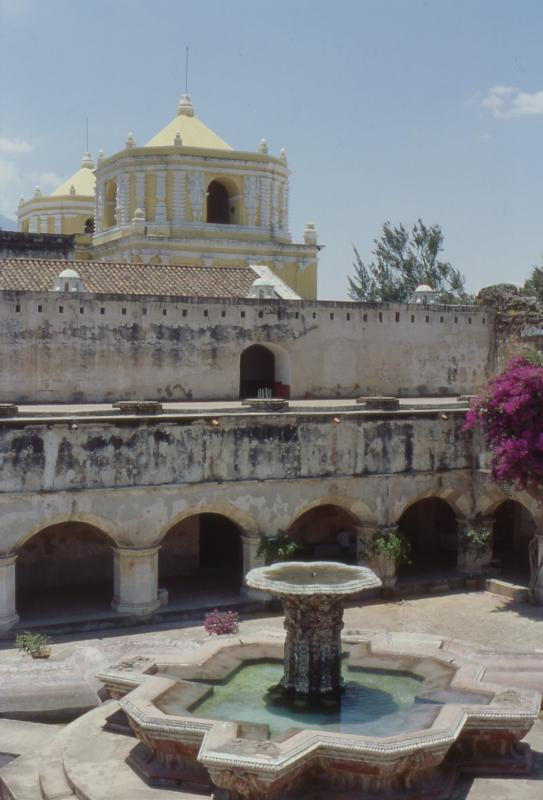
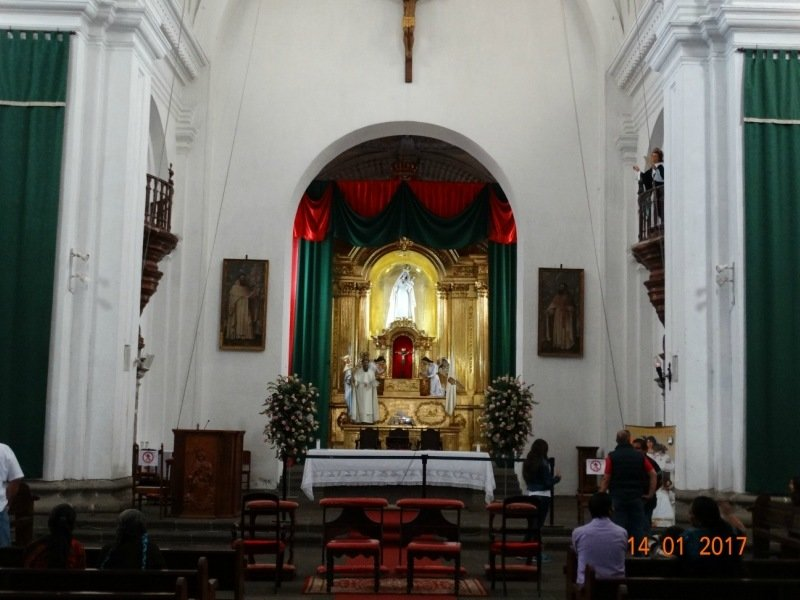
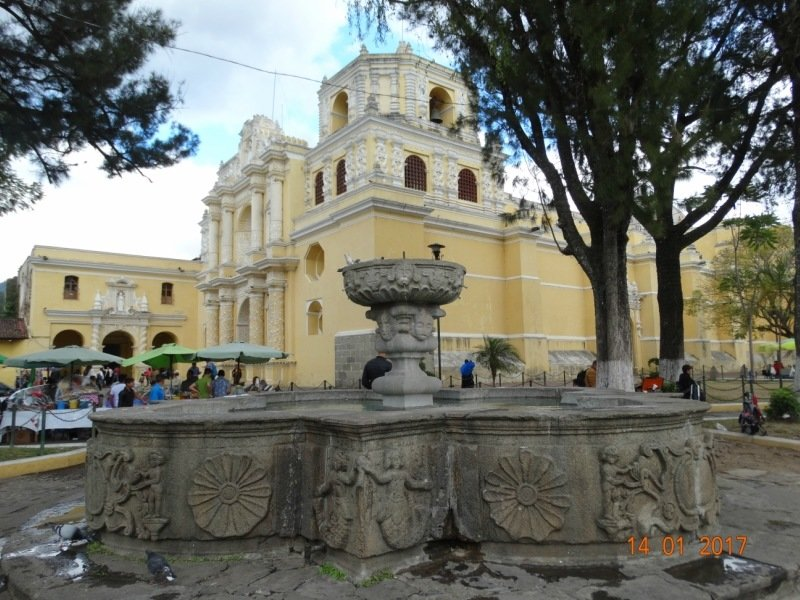